# Abludomelita obtusata
Abludomelita obtusata là một loài động vật giáp xác. Loài này dài đến 9mm, thân màu hơi nâu.